# Mircea Irimescu
Mircea Irimescu (13 de maio de 1959) é um ex-futebolista romeno que competiu no Campeonato Europeu de Futebol de 1984.